# Melittia eichlini
Melittia eichlini is een vlinder uit de familie wespvlinders (Sesiidae), onderfamilie Sesiinae.
Melittia eichlini is voor het eerst wetenschappelijk beschreven door Friedlander in 1986. De soort komt voor in het Neotropisch gebied.